# Transformers (film)
Transformers – amerykański fantastycznonaukowy film akcji z 2007 roku w reżyserii Michaela Baya. W rolach głównych wystąpili Shia LaBeouf, Jon Voight i Megan Fox. Film powstał na podstawie zabawek z serii Transformers produkowanych przez Hasbro.

## Fabuła
Kilka tysięcy lat temu na planecie Cybertron wybuchła wojna między Autobotami dowodzonymi przez Optimusa Prime′a a Deceptikonami z Megatronem na czele. Optimus wystrzelił mityczny artefakt – Wszechiskrę – w kosmos, która przyniosła życie na Ziemię. W pościg za nią wyruszył Megatron, który rozbił się na kole podbiegunowym, gdzie zamarzł. W 1895 odkrył go badacz Archibald Witwicky. Nieumyślnie uruchomił on system nawigacyjny Transformera, który zapisał położenie artefaktu w okularach odkrywcy. Akcja filmu przenosi się do czasów współczesnych, a okulary są w posiadaniu Sama Witwicky′ego. Chłopak kupuje swój pierwszy samochód, rdzewiejącego Chevroleta Camaro, który okazuje się być Autobotem.
Decepticon Blackout niszczy bazę wojskową Stanów Zjednoczonych i włamuje się do wojskowej sieci, aby zdobyć informacje na temat Megatrona i Wszechiskry. Grupa komandosów pod dowództwem kapitana Williama Lennoxa ucieka przez pustynię ścigana przez Scorponoka, Transformera przypominającego skorpiona. W trakcie walki między nimi Amerykanie odkrywają, że Transformery można pokonać ładunkami zapalającymi. W Pentagonie sekretarz John Keller prowadzi śledztwo w sprawie ataku. Autoboty rozpoczynają poszukiwania Wszechiskry, aby zdążyć przed Megatronem.

## Obsada
- Shia LaBeouf – Sam Witwicky
- Megan Fox – Mikaela Banes
- Josh Duhamel – kapitan Lennox
- Jon Voight – John Keller
- Tyrese Gibson – sierżant Epps
- Rachael Taylor – Maggie Madsen
- Anthony Anderson – Glen Whitmann
- John Turturro – agent Simmons
- Michael O’Neill – Tom Banachek
- Julie White – Judy Witwicky
- Kevin Dunn – Ron Witwicky
- John Robinson – Miles Lancaster
- Travis Van Winkle – Trent DeMarco

### Głosy Transformerów
- Autoboty:
  - Peter Cullen – Optimus Prime
  - Mark Ryan – Bumblebee
  - Robert Foxworth – Ratchet
  - Jess Harnell – Ironhide
  - Darius McCrary – Jazz
- Decepticony:
  - Hugo Weaving – Megatron
  - Charlie Adler – Starscream
  - Jess Harnell – Barricade
  - Jimmie Wood – Bonecrusher
  - Reno Wilson – Frenzy

## Transformery występujące w filmie

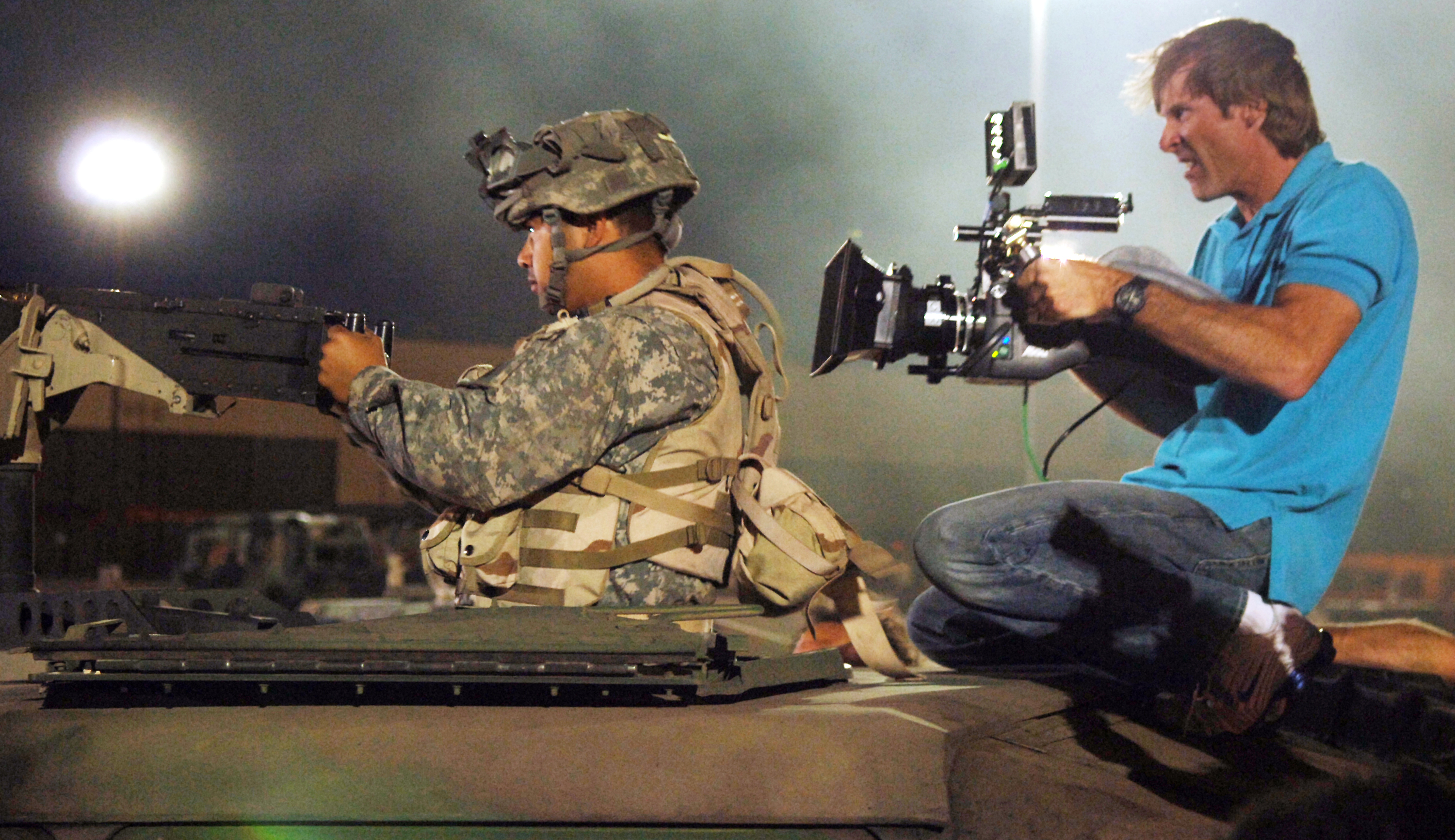
Reżyser Michael Bay w trakcie kręcenia scen do filmu

### Autoboty
- Optimus Prime – przywódca Autobotów. Jego alt-mode to ciągnik siodłowy Peterbilt.
- Bumblebee – zwiadowca Autobotów oraz opiekun Sama Witwicky′ego. Zmienia się w Chevroleta Camaro z 2006.
- Ratchet – oficer medyczny. Transformuje się w Hummera H2.
- Ironhide – specjalista od broni. Transformuje się w czarnego pick-upa GMC TopKick C4500.
- Jazz – zastępca Optimusa Prime′a. Transformuje się w samochód sportowy Pontiac Solstice.

### Decepticony
- Megatron – wódz Deceptikonów.
- Starscream – zastępca Megatrona. Transformuje się w F-22 Raptor.
- Barricade – zmienia się w policyjny Saleen S281 (zmodyfikowany Ford Mustang GT).
- Bonecrusher – transformuje się w wykrywacz min Buffalo.
- Brawl (w filmie nazywany Devastator) – zmienia się w czołg M1 Abrams.
- Blackout – zmienia się w helikopter MH-53 Pave Low.
- Scorponok – partner Blackouta. Zmienia się w zmechanizowanego skorpiona.
- Frenzy – szpieg i złodziej danych. Przeistacza się w mały Boombox, a po stracie tułowia – w Nokię 8800.

## Historia
Film jest adaptacją serialu Transformers z 1984 roku i niemalże wszystkie występujące w nim postacie mechaniczne są nowymi wersjami robotów z serialu. Także nazwisko Witwicky pochodzi z serialu. W trakcie filmu wypowiadanych jest wiele kwestii zapożyczonych z serialu i filmu kinowego z lat osiemdziesiątych.
Obecnie jest 6 części filmu Transformers.

## Produkcja
Zdjęcia do filmu kręcono w Los Angeles, Pasadenie, Waszyngtonie, Detroit, Bostonie, Albuquerque i w Nevadzie.
Film był pierwszą produkcją, która miała pozwolenie na kręcenie zdjęć w Pentagonie po zamachu na World Trade Center.
Głos Optimusa Prime'a podłożył Peter Cullen, który dubbingował również pierwszego Optimusa z lat osiemdziesiątych. Planowano, by Frank Welker również podłożył głos Megatrona, ale reżyser uznał, że głos lidera Decepticonów z G1 nie pasuje do ogromnego Megatrona z 2007 roku i zdecydował o udziale Hugo Weavinga.
Pierwotnie zamiast Ironhide'a miała pojawić się Autobotka Arcee zmieniająca się w motocykl, twórcom brakło jednak czasu na wyjaśnienie, skąd w całkowicie mechanicznej rasie różnice płciowe. Arcee była najmniejsza z całej grupy.
Większość aut prezentowanych w filmie zostało wyprodukowanych przez General Motors (product placement).
Według Michaela Baya w filmie pierwszy raz wykorzystano wizerunek amerykańskich F-22 Raptor.

## Premiera
Twórcy zorganizowali konkurs pt. „Spraw, by Prime przemówił”, w którym to fani głosowali na to, jaką kwestię ma wypowiedzieć Prime w filmie. Wybór padł na „Wolność jest prawem wszystkich czujących istot”.

## Odbiór
Wątek z Wszechiskrą został również wykorzystany w kreskówce Transformers Animated.
Hasbro na podstawie filmu stworzyło, dużo repaintów w figurkach które nazwano potem „Allspark Power” czyli m.in. Starscreama w barwach Thundercrackera i G1 Starscreama, offroad Ironhide'a czyli Ironhide'a przemalowanego na niebiesko, Blackouta w barwach Evaca, oraz Bumblebee w barwach Cliffjumpera i stealch Bumblebee, oraz wiele innych.

### Nagrody i nominacje

#### Oscary za rok 2007
- Najlepszy dźwięk – Kevin O’Connell, Greg P. Russell, Peter J. Devlin (nominacja)
- Najlepszy montaż dźwięku – Ethan Van der Ryn, Mike Hopkins (nominacja)
- Najlepsze efekty specjalne – Scott Farrar, Scott Benza, Russell Earl, John Frazier (nominacja)

#### Nagrody Saturn 2007
- Najlepsze efekty specjalne – Scott Farrar, Scott Benza, Russell Earl, John Frazier
- Najlepszy film SF (nominacja)

#### Złota Malina 2007
- Najgorszy aktor drugoplanowy – Jon Voight (nominacja)

#### Nagroda Satelita 2007
- Najlepsze efekty specjalne – Scott Farrar (nominacja)
- Najlepsze wydanie DVD filmu dla młodzieży (nominacja)